# Kriva Reka, Șumen
Kriva Reka (în bulgară Крива Река) este un sat în comuna Nikola Kozlevo, regiunea Șumen,  Bulgaria. 

## Demografie
Componența etnică a satului Kriva Reka
     Turci (33,13%)
     Romi (58,38%)
     Bulgari (4,24%)
     Nicio identificare (4,24%)
La recensământul din 2011, populația satului Kriva Reka era de 495 locuitori. Din punct de vedere etnic, majoritatea locuitorilor (58,38%) erau romi, existând și minorități de turci (33,13%) și bulgari (4,24%). Pentru 4,24% din locuitori nu este cunoscută apartenența etnică.